# Pexopsis lindneri
Pexopsis lindneri là một loài ruồi trong họ Tachinidae.